# Тургайська область (Російська імперія)
48° пн. ш. 60° сх. д. / 48° пн. ш. 60° сх. д.
Тургайська область — адміністративно-територіальна одиниця Російської імперії та Російської республіки у 1868–1920.

## Географія
За термінологією XVII-XIX століть даний регіон вважався частиною «Сибірської степу» і таким чином належав Сибіру. На півночі Тургайська область межувала з Оренбурзькою губернією, на заході — Уральською областю, на сході — Акмолінською областю, на півдні — Сирдар'їнською областю. На сході доходила до річки Сирдар'я, південному заході досягала узбережжя Аральського моря.

## Історія

### Формування
Спочатку ця територія входила до складу Малого і Середнього жузів. Останні до 1820-х років підпорядковувалися прикордонної системі управління Російській імперії при збереженні внутрішньої автономії. Для зносин з ними в Оренбурзі в 1772 році відкрита була прикордонна експедиція, переформована в 1799 році в прикордонну комісію, що підпорядковувалася оренбурзькому губернатору.
За часів імператора Миколи I розпочалася політика зі зменшення автономії та зміцнення повноцінної російської влади в Казахстані.
22 червня 1822 впроваджено новий статут, за яким Сибірський степ було розділено на округи, підлеглі окружним Наказам, на чолі яких було визначено виборних старших султанів Середнього жузу. У Малому жузі було скасовано ханську гідність. Невдалий Хівінський похід 1839—1840 і бунт султана Кенесари в 1837—1844 показали всю недосконалість цього порядку.
До 1848 почалися створюватися фортеці та російські поселення, започаткувавши політику колонізації Тургайського степу.
З посилення влади імперії та зменшенням влади султанів казахів поступово починається перехід на формування нової адміністрації.
У 1859 було створено Область Оренбурзьких киргизів. E 1865 з неї виокремлену Уральську область. 21 жовтня 1868 решту Області Оренбурзьких киргизів (середня й східна частини) перетворено на Тургайську область.

### Розвиток
Спочатку являло собою своєрідну базу для наступу на Хівінське ханство. З кінця 1870-х почала здійснюватися системна переселенська політика імперії. В результаті змінювалася чисельність, національний склад населення повіту, зокрема зростання російсько-українського населення. Це спричинило за собою вельми численні і різноманітні зміни в господарських заняттях місцевого населення, соціально-економічних відносинах, що сприяло ускладненню системи суспільних відносин. Внаслідок сприятливих кліматичних умов найбільше колоністів було в Миколаївському (Кустанайському) повіті.
У 1881 після ліквідації Оренбурзького генерал-губернаторства, область перейшла в підпорядкування Міністерству внутрішніх справ. 1906 року через Тургайську область пройшла залізниця Оренбург—Ташкент.
З початку Першої світової війни Тургайська область стало місцем заслання підданих Німецької імперії та Австро-Угорщини з західних губерній Російської імперії.

### Повстання
У 1916 в рамках загальноказахського (так званного Туркестанського) повстання почалися виступи казахів під проводом Амангельди Іманова і хана Джанбосинова. Повстанці (сарбазів) нараховувалося до 50 тис. Воно почалося в Іргизькому повіті 19 жовтня. З 22 жовтня обласний центр Тургай опинився в облозі. Напочатку грудня повстанці зазнали важких поразок.
21 грудня 1916 наказом імператора Миколи II Тургайский, Іргизький і Миколаївський повіти були переведені на воєнний стан. Бої в Тургайській області тривали до кінця лютого 1917 року.

### З 1917
У 1917 в області встановлена радянська влада. Втім вже у 1918 року її було повалена, а область увійшла до Алашської автономії. Лише у 1919 після поразки Колчака тут затвердилася радянська влада.
У 1919 Кустанайський повіт було передано до Челябінської губернії. У 1920 році Тургайська область була перетворена на губернію. Втім того ж року перетворена на Оренбурзько-Тургайську губернію Киргизької АРСР.

## Адміністративний устрій
Центром було поселення Оренбурзьке укріплення, яке згодом було перейменовано на Тургай (звідси походить назва самої області). Область була розділена на 4 повіти — Актюбінський, Іргизький, Миколаївський і Тургайський. Повіти поділялися на волості, а волості — на аули. Внаслідок різних економічних і політичних обставин кількість волостей змінювалося. В основному спостерігалося збільшення числа волостей. З 1875 по 1894 років відбувається збільшення волостей. Найбільшими містами були Тургай і Миколаївськ.
На чолі області стояли військові губернатори, що свідчить про непевний характер володарювання імперії. На чолі повітів —повітовий начальник. Казахами керували баї та старшини.

#### Військові губернатори
- Лев Баллюзек (1869—1877)
- Олександр Гейнс (1877—1878)
- Олександр Костянтинович (1878—1883)
- Олександр Проценко (1883—1887)
- Яків Барабаш (1888—1899)
- Асинкріт Ломачевський (1900—1908)
- Іван Страховський (1908—1910)
- Михайло Еверсман (1910—1917)

## Населення
Відповідно до Першого перепису населення в Російській імперії в області мешкало 453 416 осіб. Більше 80 % населення складали казахи (410904 осіб). На другому місці за чисельністю були росіяни, яких найбільше було в Миколаївському (Кустанайському) повіті — 16,9 %. 
В Тургайській області також мешкали українці (треті за чисельністю — 7 547 осіб), татари і мордва. Більшість українців мешкали в Кустанайському (77,1%) і Актюбінському (22,1%) повітах. До 1915 року українців в області збільшилося в 40 разів. На 1915 рік в області було зосереджено 23,4% всіх українців Казахстану — 210 тис. осіб, або 24,4% від загальної чисельності Тургайської області.

## Економіка
Основою становило кочове та напівкочове скотарство і землеробство. Першим переважно займалися казахи, другим — росіяни та українці. Втім поступово протягом 1900—1917 років розвивалося землеробство в казахів. Збільшувалося кількість шкіряних, миловарних, маслобійних підприємств, млинів, візницький промисел. Вирощували пшеницю, жито, просо, овес, картоплю та інші овочі. На 1901 рік виявлено гідних для сіву зернових 30 тис. десятин, але використовувалося лише 1/15 від них. Розвивалося судноплавство Аральським морем, а також рибальство й звіроловство.